# Allogaster geniculatus
Allogaster geniculatus (лат.) — вид жуков-усачей из подсемейства настоящих усачей. Распространён в Конго, Кот-д'Ивуаре, Мали, Нигерии и Сенегале.